# Cho Seung-hee
Cho Seung-hee (hangul: 조승희; Gwangju, 3 de junio de 1991), también conocida como Seunghee, es una cantante y actriz surcoreana. Fue miembro del grupo F-ve Dolls y exlíder de DIA. Ha participado en varios dramas de televisión, tales como Mr. Back (2014), Triángulo (2014), The Night Watchman's Journal (2014) y Producers (2015).

## Carrera
En julio de 2013 debutó como miembro de F-ve Dolls.
Aparte de sus actividades de grupo, actuó en varios dramas de televisión. Su carrera actoral comenzó en 2014 con un cameo en Mr. Back y Triangle.
También interpretó una canción para la banda sonora de Triángulo titulada Kiss and Cry junto con a Jiyeon de T-ara y Shorry J de Mighty Mouth. Obtuvo un papel menor en el drama histórico Diary Of A Night Watchman de MBC.
En febrero de 2015 se unió al proyecto de grupo TS junto a miembros de The SeeYa y SPEED para liberar el sencillo de invierno "Don't Forget Me".
El 10 de marzo, MBK anunció queF-ve Dolls oficialmente se desintegraría.
El 16 de marzo se confirmó que obtuvo un personaje menor en The Producers.
El 18 de marzo MBK confirmó que Seunghee participaría en el espectáculo de supervivencia T-ara Little Sister Girl Group.
El espectáculo fue cancelado y MBK decidió seleccionar los miembros internamente. Seunghee fue escogida como la última miembro y líder del grupo, que debutó en septiembre de 2015. De junio 9 a junio 30, participó en Off to School de JTBC en el Instituto Internacional Goyang.
En abril de 2016, fue confirmada como parte del elenco de la serie Unusual Family.
Se anunció que su contrato con MBK Entertainment expiraba el 30 de abril, pero que se encontraban en negociaciones para renovar el contrato. Dejó DIA para perseguir su carrera como actriz

## Discografía
| Título                    | Año  | Posiciones | Álbum          |
| Título                    | Año  | KOR Gaon   | Álbum          |
| ------------------------- | ---- | ---------- | -------------- |
| Kiss and Cry              | 2014 | –          | Triangle OST   |
| Don't Forget Me (with TS) | 2015 | –          | White Snow     |
| 첫눈이 온다구요           | 2015 | –          | Reply 1988 OST |

## Filmografía

### Drama
| Año  | Red           | Título                            | Rol                   | Notas                |
| ---- | ------------- | --------------------------------- | --------------------- | -------------------- |
| 2014 | MBC           | Mr.Back                           | ella misma            | Cameo                |
| 2014 | MBC           | Triangle                          | ella misma            | Cameo                |
| 2014 | MBC           | Diary Of A Night Watchman         | Young-geun            | reparto              |
| 2015 | KBS2          | The Producers                     | Yoo-joo               | reparto              |
| 2015 | Naver TV Cast | Sweet Temptation                  | ella misma            | Cameo, drama web     |
| 2016 | KBS1          | The Unusual Family                | Heo Soon-sim          | reparto              |
| 2017 | SBS Plus      | Wednesday 3:30 PM                 | Choi Sun-ah           | reparto              |
| 2017 | Naver TV Cast | 109 Strange Things                | Shin Ki-yoon          | drama web. principal |
| 2017 | SBS           | Bravo My Life                     | Mi-so                 |                      |
| 2017 | MBC           | Rebel: Thief Who Stole the People | Park Nam-hee          | secundaria           |
| 2018 | OCN           | My First Love                     | Baek Na-hee           | reparto              |
| 2019 | tvN           | Pegasus Market                    | Esposa de Jo Min-dal. | invitada             |